# Fernando de la Mora (Paraguay)
Fernando de la Mora es un distrito del Departamento Central en Paraguay. Limita con los distritos de Luque y San Lorenzo al norte, con el distrito de Villa Elisa al sur, al este con las ciudades de San Lorenzo y Ñemby, y al oeste con la capital del país, Asunción.
Según el censo paraguayo de 2022, cuenta con una población de 110 255 habitantes, es la décima ciudad más poblada del país.

## Historia
Fernando de la Mora, en la antigüedad, pertenecía al distrito de San Lorenzo del Campo Grande y sus habitantes se dedicaban primordialmente a la actividad agropecuaria con el fin de satisfacer la demanda de consumo de la ciudad de Asunción. Fue fundada el 28 de febrero de 1939, en honor al prócer Fernando de la Mora, quien fuera miembro activo para la consolidación de la Independencia del Paraguay como país libre y soberano.
Este sitio recibía el nombre de Zavala Cué porque estaba asentada en la zona una importante extensión de tierra que pertenecía a una familia de apellido Zavala. Este establecimiento formaba parte de un grupo de diez grandes estancias de la zona. Lázaro González Yegros, antiguo poblador, miembro de la Comisión de Fomento de Zavala Cué junto al comisario Enrique Mazier, Alberto Azucas, Pedro Jensen y Enrique Bieber, y uno de los fundadores de la ciudad, en una publicación titulada «Origen de la Ciudad de Fernando de la Mora», nos refiere lo siguiente:

«En la vera este de la mencionada arteria, ya jurisdicción de San Lorenzo del Campo Grande, se observaba una hermosa explanada cubierta de verde pastizal, en cuyo borde había una casa solariega, donde vivía una dama conocida como 'la niña Zavala', quien al mudarse a Asunción dejó deshabitada la casa. Por este motivo todo el barrio recibió el nombre de Zavala Cué»

El grupo de habitantes de Zavala Cué iba en crecimiento y las autoridades de San Lorenzo del Campo Grande no manifestaban la voluntad de apoyar la separación de la ciudad. Fue entonces que, gracias a la organización de los vecinos, se creó un municipio independiente de San Lorenzo del Campo Grande. La solicitud de creación del municipio fue aceptada durante el gobierno del Dr. Félix Paiva, el 28 de febrero de 1939.

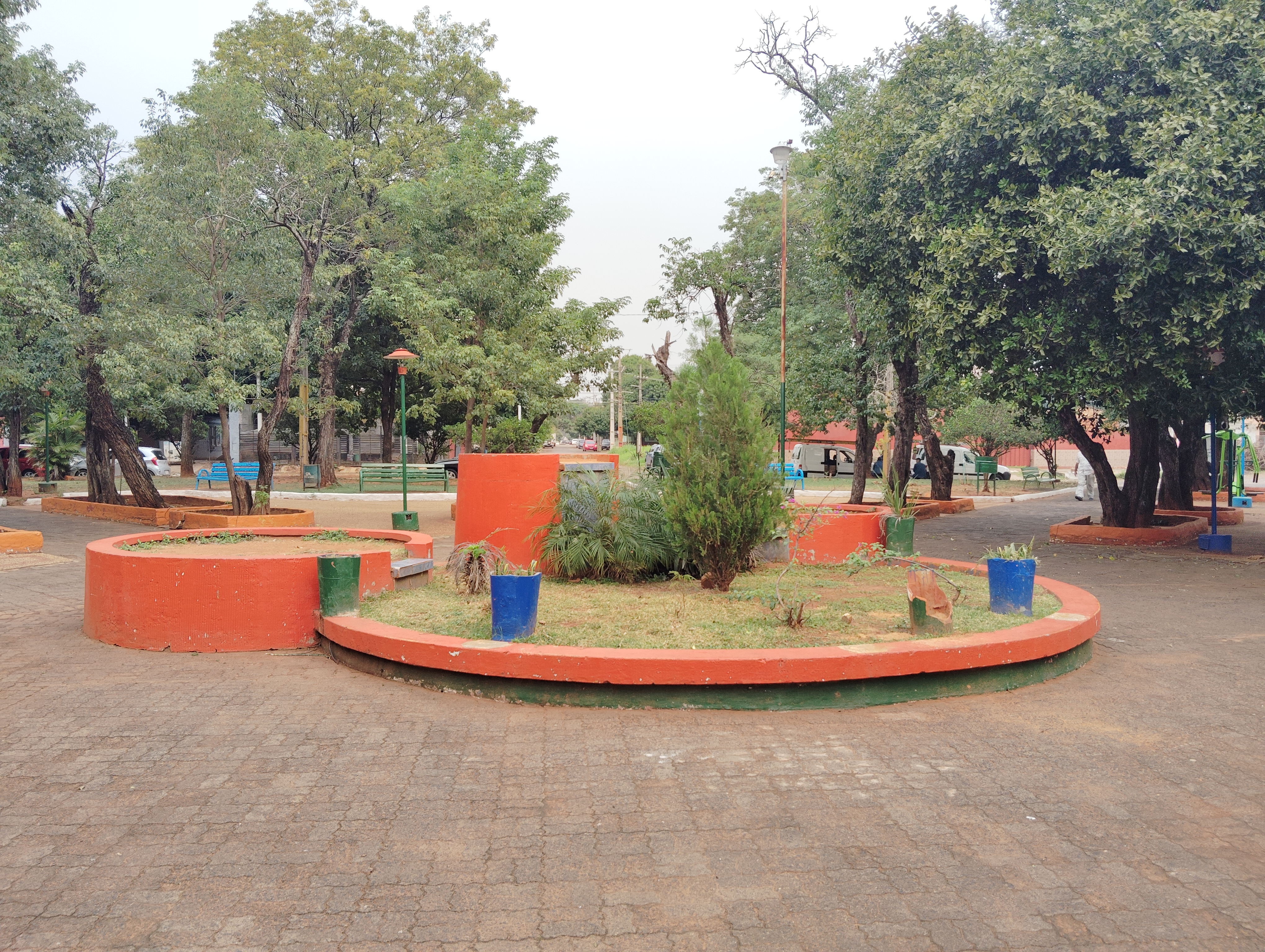
Plaza Central de Fernando de la Mora, ubicada en el centro antiguo.

Inmediatamente después de la fundación de la ciudad de Fernando de la Mora, el 19 de julio de 1942 se desarrollaba la creación de la Parroquia Medalla Milagrosa. La primera campana fue donada por Teodosia de Gómez, las imágenes de la pasión, los ornamentos, las estaciones y el sagrario fueron donados por la familia Florentín Peña, cuyos miembros los trajeron desde Buenos Aires, Argentina, donde cumplían funciones diplomáticas. Por medio de la comisión pro-construcción del nuevo templo, formada en el año 1938, fue construido un templo del doble de su tamaño anterior. La parte del primer altar tuvo que ser derribada para su ampliación. Esta tarea le cupo al arquitecto Anderson Castorino. También en la época del padre Di Perna, comenzaron las construcciones de la escuelita parroquial que funciona en la actualidad. Aparte en la misma parroquia hay una escuela/colegio llamada como la misma parroquia, hoy cuenta con alumnos capacitados para la vida.

## Geografía
Tiene un clima caluroso con temperaturas máximas que en el verano pueden llegar a los 45 °C. En el invierno, la temperatura mínima llega a los 0 °C. La temperatura media anual es de 22 °C.

## Demografía
Esta ciudad, que anteriormente integraba la ciudad de San Lorenzo, es hoy en día una de las más pujantes, con una población de 110.255 habitantes para 2022, según el censo paraguayo de 2022. Es el distrito más pequeño del departamento y de todo el país, contando con solo 20 km² y el más densamente poblado de todo el Paraguay, alcanzando unos 5.512 habitantes por km².

### Barrios
Fernando de la Mora es un distrito completamente urbano y se divide administrativamente en 15 barrios, de los cuales 8 están en la zona norte y 6 barrios en la zona sur, separados por la avenida Mariscal Estigarribia. El barrio Centro se concentra en la zona norte y se extiende mínimamente en la zona sur. 

Barrios de Fernando de la Mora

| 1  | Orilla del Campo Grande |
| 2  | Estanzuela              |
| 3  | San Antonio             |
| 4  | Villa Ofelia            |
| 5  | Laguna Grande           |
| 6  | Domingo Savio           |
| 7  | Laguna Satí             |
| 8  | Residentas              |
| 9  | Santa Teresa            |
| 10 | Bernardino Caballero    |
| 11 | Kokue Guasu             |
| 12 | Pitiantuta              |
| 13 | Itá Ka'aguy             |
| 14 | Tres Bocas              |
| 15 | San Juan                |

## Economía

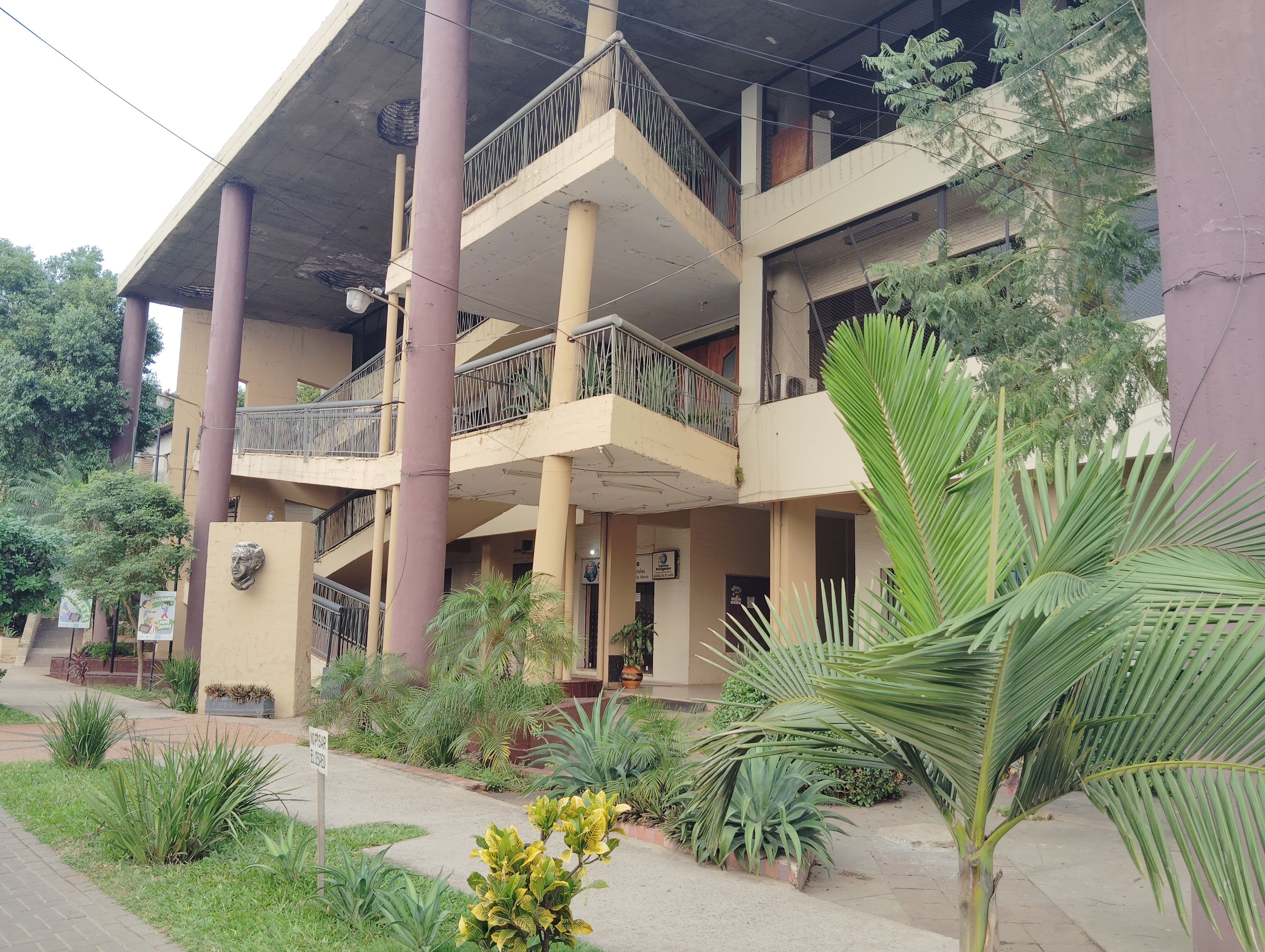
Municipalidad de Fernando de la Mora.

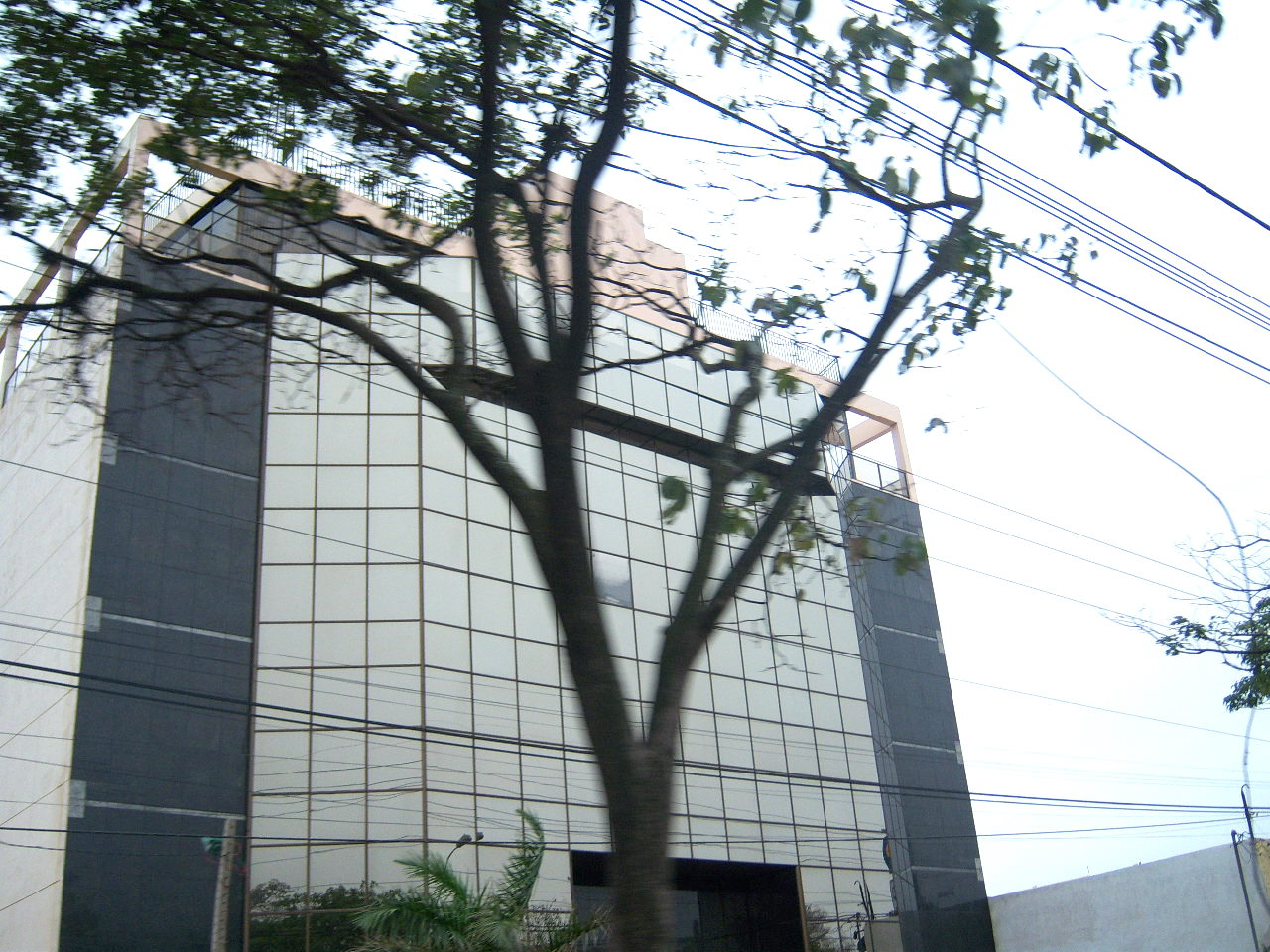
Edificio del Ministerio de Desarrollo Social sobre la Av. Mariscal López.

Esta ciudad cuenta con una intensa actividad comercial desarrollada por sus pobladores, poco y nada queda de aquella comunidad que se dedicaba esencialmente a los cultivos y la cría de ganado. Hoy en día proliferan los comercios y las industrias pequeñas y medianas, especialmente aquellas que pertenecen al rubro metalúrgico, químico y otras. Es una ciudad dormitorio ya que un porcentaje importante de personas viven aquí y trabajan en Asunción.

## Infraestructura

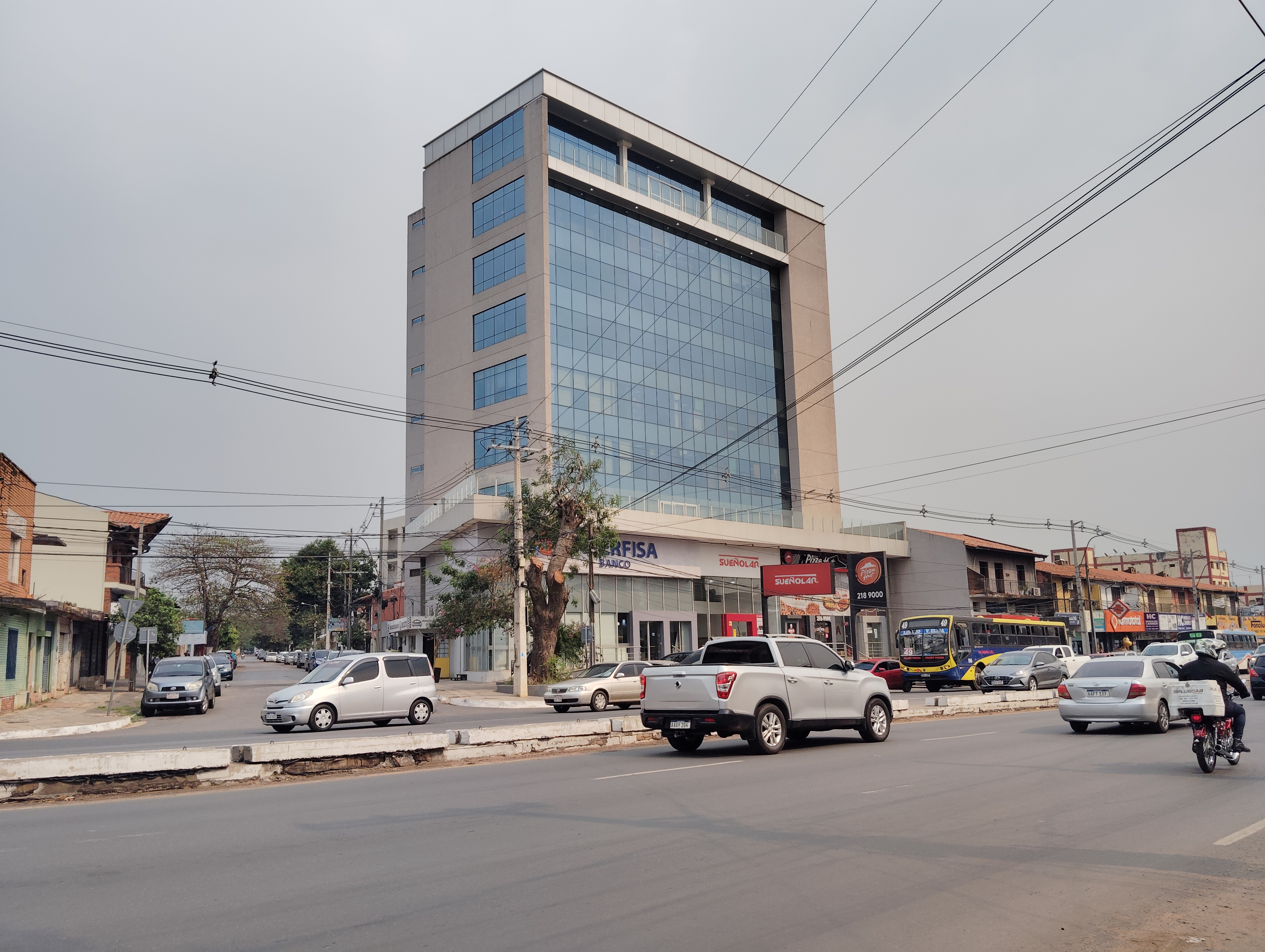
Edificio Alta Vista, uno de los más altos del municipio.

Fernando de la Mora utiliza como principales vías de acceso la Ruta Acceso Sur (Desde 2019 Ruta PY01) y la 

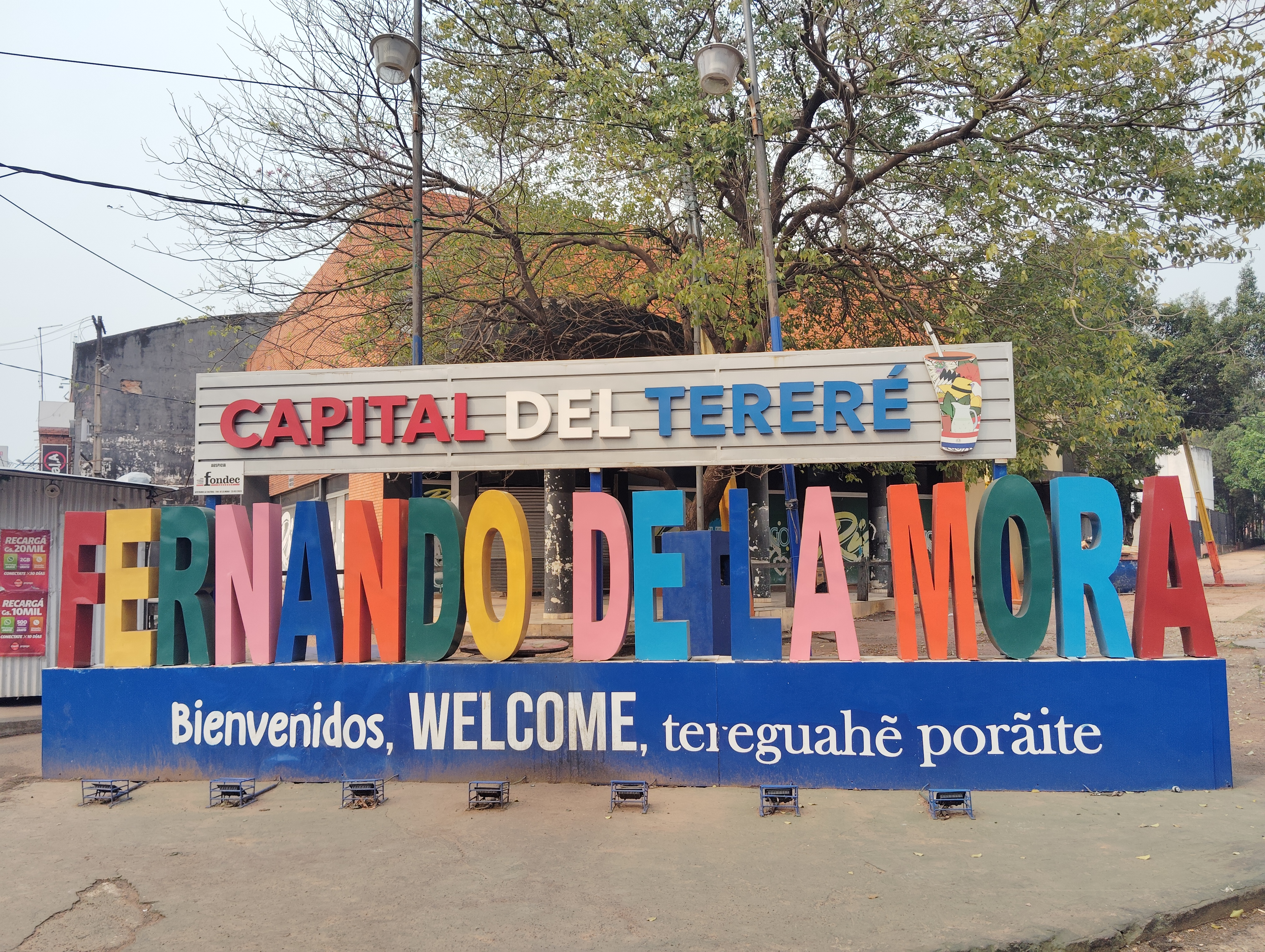
Cartel de bienvenida a la ciudad.

Avenida Mariscal Estigarribia. Tomando como punto de partida la ciudad de Asunción, es bastante fácil acceder a Fernando de la Mora. Numerosos medios de transporte público pasan por esta ciudad en sus trayectos de entrada y salida de la capital. Está en la límite con la Capital de la República y está a 6 km del centro de Asunción ingresando la Av. Eusebio Ayala.

## Cultura
Fernando de la Mora cuenta con un moderno Teatro Municipal ubicado en el centro. Este importante centro cultural es sede de numerosos eventos que presentan la cultura y el arte del Paraguay.
Como parte de la religiosidad popular, esta ciudad venera a la Medalla Milagrosa, celebrando la fiesta patronal cada 27 de noviembre. Otra fiesta patronal es el 6 de enero, día de San Baltazar.
Un Museo Histórico tiene su sede en una de las casa más antiguas de la ciudad, ubicada junto al edificio de la Municipalidad. Allí se exhiben más de 1300 piezas y 100 fotografías de la Guerra contra la Triple Alianza y la Guerra del Chaco. El Museo ofrece visitas guiadas y textos históricos elaborados especialmente para los estudiantes y grupos que lo visitan.
En la ciudad de Fernando de la Mora se encuentra el barrio 6 de enero donde se encuentran asentados los descendientes de los primeros habitantes de raza negra que llegaron al Paraguay con el prócer uruguayo José Gervasio Artigas. Este grupo de personas se instaló en el barrio llamado Loma Campamento de Fernando de la Mora y mantienen hasta ahora las tradiciones y costumbres de sus raíces. Un aspecto muy interesante de su cultura es la danza con un marcado ritmo afroamericano. Estas danzas se presentan en un festival anual que se realiza cada 6 de enero en honor al Santo Patrono San Baltazar. Es la denominada fiesta de los Kamba Cuá.También en la Municipalidad de Fernando de la Mora podemos encontrar una Academia de Artes.

## Medios de comunicación
- Radio Libre AM 1200 kHz
- Radio Medalla Milagrosa FM 87.7 MHz
- Radio Vibras FM 92.7 MHz

## Ciudades hermanadas
- Pittsburgh, Estados Unidos
- Santos, Brasil (2011)[3]
- Santa María, Brasil